# Alfred Gauvin
Alfred Gauvin fue un escultor francés, nacido el 5 de abril de 1836 en Héricourt-en-Caux (Seine-Maritime) y fallecido el 27 de diciembre de 1892 en el XIV Distrito de París.
Expuso en los Salones durante el periodo comprendido entre 1882 y 1889.

## Obras
Entre las mejores y más conocidas obras de Alfred Gauvin se incluyen las siguientes:
- Retrato de Madame Gauvin, Rouen, Museo de Bellas Artes, donación del artista en 1886.
- Retrato de M. Chantin, horticultor, Rouen, Museo de Bellas Artes, donación del artista en 1889.
- Busto en bronce del doctor Nicolas Auguste Gay-Bellile, 1878, Cementerio de Montparnasse.
- Retrato del concejal municipal Louis Combes, 1882, Cementerio de Montparnasse.
- Medallón de Alfred Dutour, Cementerio de Montparnasse.

El departamento de dibujos del Louvre conserva el boceto de un medallón dedicado a Lazare Nicolas Marguerite Carnot realizado en 1888.